# Тефе (микрорегион)

Тефе на карте.

Тефе (порт. Microrregião de Tefé) — микрорегион в Бразилии, входит в штат Амазонас. Составная часть мезорегиона Центр штата Амазонас. Население составляет 87 432 человека на 2010 год. Занимает площадь 39 862,4 км². Плотность населения — 2,19 чел./км².

## Демография
Согласно сведениям, собранным в ходе переписи 2010 г. Национальным институтом географии и статистики (IBGE), население микрорегиона составляет:
| Полное население                             | Полное население                             | Полное население                             | Полное население                             | 87 432 |
| -------------------------------------------- | -------------------------------------------- | -------------------------------------------- | -------------------------------------------- | ------ |
| в том числе:                                 | Городское население                          | 64 751                                       | Процент городского населения, %              | 74,06  |
|                                              | Сельское население                           | 22 681                                       | Процент сельского населения, %               | 25,94  |
|                                              | Мужское население                            | 45 266                                       | Процент мужского населения, %                | 51,77  |
|                                              | Женское население                            | 42 166                                       | Процент женского населения, %                | 48,23  |
| Плотность населения, чел/км²                 | Плотность населения, чел/км²                 | Плотность населения, чел/км²                 | Плотность населения, чел/км²                 | 2,19   |
| Население микрорегиона в % к населению штата | Население микрорегиона в % к населению штата | Население микрорегиона в % к населению штата | Население микрорегиона в % к населению штата | 2,51   |

## Состав микрорегиона
В составе микрорегиона включены следующие муниципалитеты:
1. Алварайнс
2. Тефе
3. Уарини